# Rathbun (Stati Uniti d'America)
Rathbun è un comune degli Stati Uniti d'America, situato nello stato dell'Iowa, nella contea di Appanoose.